# Marsdenia micrantha
Marsdenia micrantha är en oleanderväxtart som beskrevs av Brother Alain. Marsdenia micrantha ingår i släktet Marsdenia och familjen oleanderväxter. Inga underarter finns listade i Catalogue of Life.